# オロフ・メルベリ
エリク・オロフ・メルベリ（Erik Olof Mellberg, 1977年9月3日 - ）は、スウェーデン・ヴェストラ・イェータランド県グルスポング出身の元サッカー選手、現サッカー指導者。スウェーデン代表であった。現役時代のポジションはディフェンダー。
「大きく、強く、空中戦は並外れている」と表現されるように、体格を生かしたダイナミックなプレーが信条。
2001年から7シーズンの間イングランドのアストン・ヴィラFCで主力を張り、その後はイタリアのユヴェントスFCやギリシャのオリンピアコスFCに所属した。スウェーデン代表として2度のFIFAワールドカップと4度のUEFA欧州選手権に出場した。キャプテンも務め、2012年の代表引退までに117試合に出場して8得点を記録した。

## 幼少期
体育教師の母親の下、エリク・オロフ・メルベリはグルスポングに生まれた。テニスでも驚くべき才能を持っており、FIFAワールドカップ出場よりもウィンブルドン選手権出場を夢見ていたため、14歳まではサッカーを活動の中心としていなかった。

## クラブ経歴

### 初期の経歴
地元のグルスポングIFでプレーしていた時にアルスヴェンスカン（1部）のデーゲルフォシュIFに引き抜かれた。1997年シーズン終了後にデーゲルフォシュはスーペルエッタン（2部）降格となり、首都ストックホルムのAIKソルナに移籍した。移籍して即座に良い印象を与え、1998年シーズンにアルスヴェンスカン優勝を果たすと、AIKに加入してからわずか10ヶ月後にリーガ・エスパニョーラのラシン・サンタンデールに売却された。スペインのサッカーの適応に苦労したが、すぐに定位置を獲得して移籍初年度から活躍を見せた。

### アストン・ヴィラ
バレンシアCFやFCバルセロナからのオファーもあったが、2001年に移籍金785万ユーロ（約10億2800万円）でプレミアリーグのアストン・ヴィラFCに移籍し、すぐにチームの中心選手となった。2002年9月16日、バーミンガム・シティFCとのバーミンガム・ダービーにおいて、GKペテル・エンケルマンに向けて投げたスローインをエンケルマンがトラップミスした。ボールはそのままゴールに吸い込まれたが、ボールがエンケルマンの足に触れていたことから（ゴール無効ではなく）オウンゴールと判定された。2003年夏にはデヴィッド・オレアリー監督が就任すると、2003-04シーズン開幕戦のポーツマスFC戦では先発メンバーから外れたが、その後すぐにキャプテンに就任し、オレアリー監督の在任期間はキャプテンを務め続けた。同シーズンは全試合に出場してリーグ戦での6位に貢献し、フットボールリーグカップでも準決勝に進出した。2004年にクラブとの契約を2008年まで延長した。メルベリはアストン・ヴィラのローカルライバルであるバーミンガム・シティを嫌っており、ダービー前に「バーミンガム・シティでプレーすることは絶対に考えられない。それは選択肢になく、バーミンガム・シティのすべてを好んでいない」と発言したこともある。2006年夏にキャプテンの座を退いてギャレス・バリーに譲った。
2006年8月19日、2006-07シーズン開幕戦のアーセナルFC戦で先制点を挙げ、新造されたエミレーツ・スタジアムの初の得点者となった。2007年に就任したマーティン・オニール監督にもセンターバックのファーストチョイスとして起用された。2007年夏にはザット・ナイトが加入してマルティン・ラウルセンとセンターバックのコンビを組んだため、2007-08シーズンは右サイドバックとしてプレーした。2008年3月15日のポーツマスFC戦では2枚のイエローカードを提示されて退場処分を受けた。なお1月28日にはユヴェントスFCと仮契約を交わしたことが発表され、ホームでの最終戦となった5月3日のウィガン・アスレティックFC戦はメルベリのクラブへの貢献に感謝して「オロフ・メルベリ・デー」とされた。最終節となったアウェーでのウェストハム・ユナイテッドFC戦では、アップトン・パークに来場したヴィラサポーター全員に、メルベリの名前と背番号、さらに「Thanks 4 Your Support」というメッセージが背中に入ったユニフォームがプレゼントされた。

### ユヴェントス

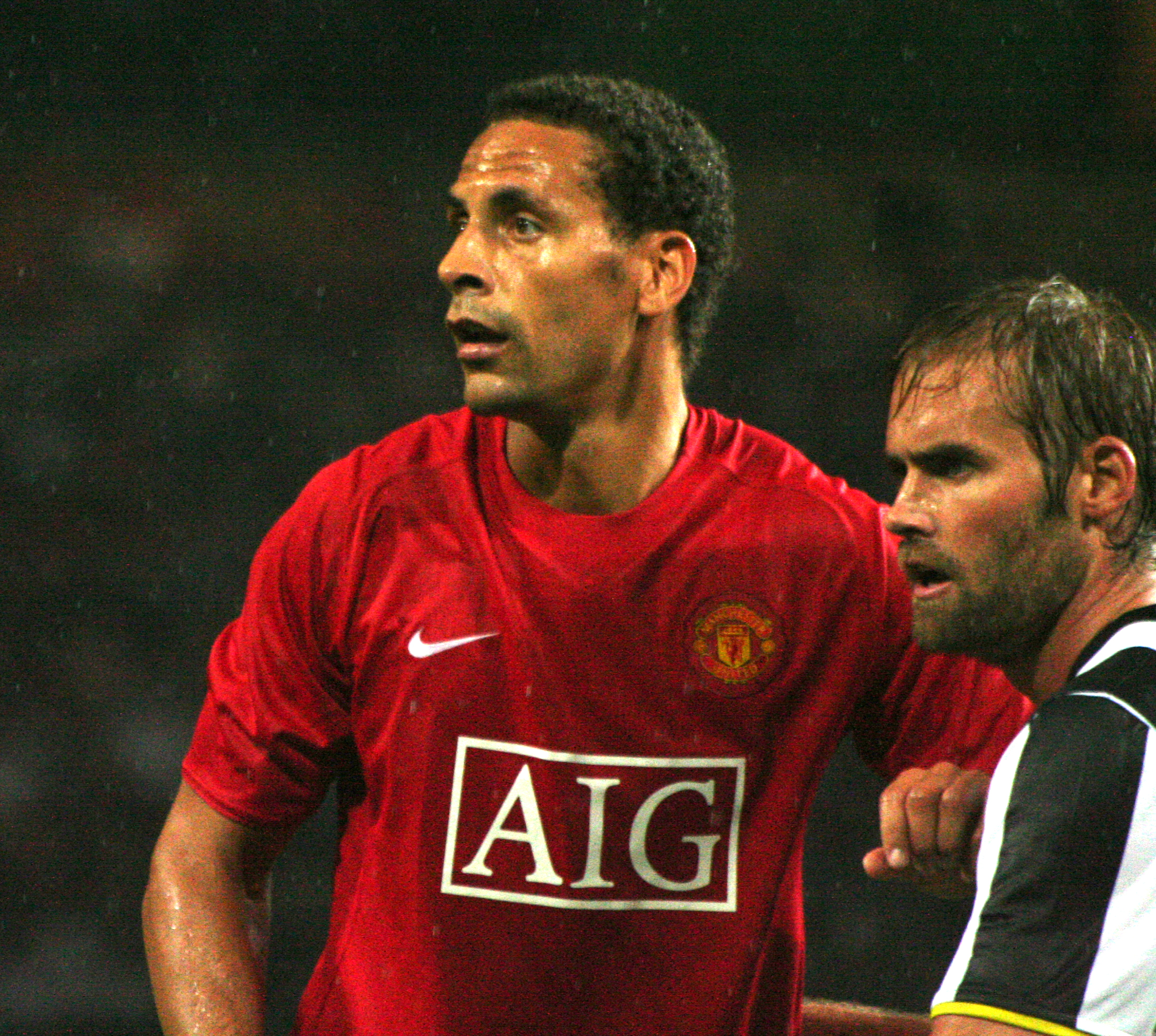
マンチェスター・ユナイテッドFC戦でのリオ・ファーディナンド（左）との競り合い

2008年1月28日にセリエAのユヴェントスFCと仮契約を交わし、シーズン終了後にフリートランスファーで契約期間3年の正式契約を結んだ。7月16日、セリエBのピアチェンツァ・カルチョとのプレシーズンマッチ(0-1)でデビューした。2009年1月18日、SSラツィオ戦で移籍後初得点を挙げた。2008-09シーズンは27試合に出場し準レギュラーとして活躍した。

### オリンピアコス

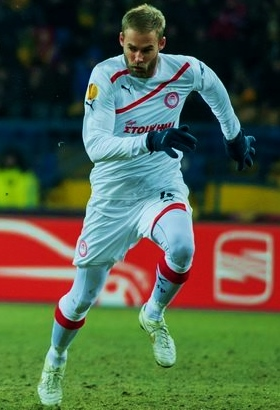
オリンピアコスFC時代（2012年）

2009年6月23日、ギリシャのオリンピアコスFCと3年契約を結んだ。移籍金は250万ユーロ。シーズン開幕時はテムリ・ケツバイア監督が指揮を執っていたが、開幕直後にジーコ監督に交代し、ジーコも2010年1月19日に解任されてボジダル・バンドヴィッチが後任監督に就任した。このように次々と監督が交代する混乱の中でも、メルベリは常にセンターバックのポジションでの出場機会を維持した。2011-12シーズン末、オリンピアコスとの新契約へのサインを断り、新たな挑戦の舞台を探すことを望んだ。

### ビジャレアル
2012年8月8日、リーガ・エスパニョーラでセグンダ・ディビシオン（2部）に降格したばかりのビジャレアルCFと1年契約を結んだ。

### コペンハーゲン
2013年7月10日、デンマーク・スーペルリーガのFCコペンハーゲンに加入。
2014年7月31日、現役引退を表明した。

## 代表経歴

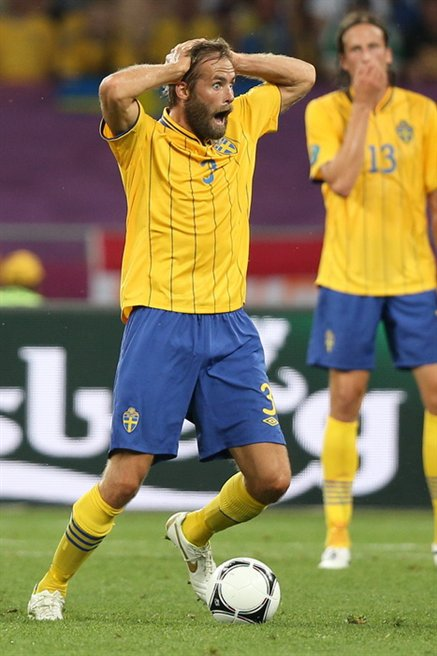
EURO2012のフランス代表戦

スウェーデン代表としてはEURO2000、2002 FIFAワールドカップ、EURO2004、2006 FIFAワールドカップ、EURO2008、EURO2012に出場し、2012年の現役引退までに117試合に出場して8得点を挙げた。
2002 FIFAワールドカップ開幕前に行われた公開練習ではフレドリック・ユングベリに対して荒っぽいタックルを仕掛けたことから、ユングベリと喧嘩になった。ふたりはチームメイトによってすぐに引き離されたが、それ以来の彼らの仲は険悪になった。チーム内部からのリークによれば、2006 FIFAワールドカップのトリニダード・トバゴ戦の引き分け後には彼らの間で非常に激しい口論があったという。2003年にはスウェーデン年間最優秀選手賞であるギュルドボッレン(Guldbollen)を受賞した。ドイツで行われた2006 FIFAワールドカップ後には代表キャプテンの座をユングベリに譲った。
UEFA EURO 2008予選のリヒテンシュタイン戦に向けた遠征中に23時の門限を破ったとして、チームメイトのズラタン・イブラヒモヴィッチ、クリスティアン・ヴィルヘルムソンとともに母国に送り返された。10月7日、同予選のスペイン戦(2-0)で代表に復帰した。2010年3月3日、スウォンジーで行われたウェールズ戦で代表通算100試合出場を達成した。2012年にはUEFA EURO 2012本大会の出場メンバーに選ばれ、グループリーグのイングランド戦(2-3)では、いったんは2-1とリードする得点を挙げた。大会終了後に代表引退を表明した。

### 指導者時代
2016年シーズンより2年間の契約で、IFブロマポイカルナの指揮官に就任することが発表された。就任時点では3部に所属していたクラブを2シーズン連続の昇格でアルスヴェンスカン昇格へと導き、1部でのシーズン開幕前に退任した。

## 人物
長期間交際しているパートナーがおり、2002年12月に第一子となる娘が、2006年7月に第二子となる息子が生まれ、息子は2023年にプロデビューを果たした。母親によれば、現役引退後に大学入学を検討しているという。

## 個人成績
| クラブ成績   | クラブ成績             | クラブ成績         | リーグ | リーグ | カップ         | カップ         | リーグ杯 | リーグ杯 | 国際大会   | 国際大会   | 通算 | 通算 |
| シーズン     | クラブ                 | リーグ             | 出場   | 得点   | 出場           | 得点           | 出場     | 得点     | 出場       | 得点       | 出場 | 得点 |
| スウェーデン | スウェーデン           | スウェーデン       | リーグ | リーグ | スウェーデン杯 | スウェーデン杯 | リーグ杯 | リーグ杯 | ヨーロッパ | ヨーロッパ | 通算 | 通算 |
| ------------ | ---------------------- | ------------------ | ------ | ------ | -------------- | -------------- | -------- | -------- | ---------- | ---------- | ---- | ---- |
| 1996         | デーゲルフォシュ       | アルスヴェンスカン | 22     | 0      | 0              | 0              | —        | —        | —          | —          | 22   | 0    |
| 1997         | デーゲルフォシュ       | アルスヴェンスカン | 25     | 0      | 0              | 0              | —        | —        | —          | —          | 25   | 0    |
| 1998         | AIK                    | アルスヴェンスカン | 17     | 0      | 0              | 0              | —        | —        | —          | —          | 17   | 0    |
| スペイン     | スペイン               | スペイン           | リーグ | リーグ | 国王杯         | 国王杯         | リーグ杯 | リーグ杯 | ヨーロッパ | ヨーロッパ | 通算 | 通算 |
| 1998-99      | ラシン・サンタンデール | プリメーラ         | 25     | 0      | 0              | 0              | —        | —        | —          | —          | 25   | 0    |
| 1999-00      | ラシン・サンタンデール | プリメーラ         | 37     | 0      | 0              | 0              | —        | —        | —          | —          | 37   | 0    |
| 2000-01      | ラシン・サンタンデール | プリメーラ         | 36     | 0      | 0              | 0              | —        | —        | —          | —          | 36   | 0    |
| イングランド | イングランド           | イングランド       | リーグ | リーグ | FAカップ       | FAカップ       | FLカップ | FLカップ | ヨーロッパ | ヨーロッパ | 通算 | 通算 |
| 2001-02      | アストン・ヴィラ       | プレミア           | 32     | 0      | 1              | 0              | 1        | 0        | 2          | 0          | 36   | 0    |
| 2002-03      | アストン・ヴィラ       | プレミア           | 38     | 1      | 1              | 0              | 2        | 0        | 2          | 0          | 43   | 1    |
| 2003-04      | アストン・ヴィラ       | プレミア           | 33     | 1      | 1              | 0              | 5        | 0        | —          | —          | 39   | 1    |
| 2004-05      | アストン・ヴィラ       | プレミア           | 30     | 3      | 1              | 0              | 2        | 0        | —          | —          | 33   | 3    |
| 2005-06      | アストン・ヴィラ       | プレミア           | 27     | 0      | 4              | 0              | 2        | 0        | —          | —          | 33   | 0    |
| 2006-07      | アストン・ヴィラ       | プレミア           | 38     | 1      | 0              | 0              | 1        | 0        | —          | —          | 39   | 1    |
| 2007-08      | アストン・ヴィラ       | プレミア           | 34     | 2      | 1              | 0              | 2        | 0        | —          | —          | 37   | 2    |
| イタリア     | イタリア               | イタリア           | リーグ | リーグ | イタリア杯     | イタリア杯     | リーグ杯 | リーグ杯 | ヨーロッパ | ヨーロッパ | 通算 | 通算 |
| 2008-09      | ユヴェントス           | セリエA            | 27     | 2      | 4              | 0              | —        | —        | 7          | 0          | 38   | 2    |
| ギリシャ     | ギリシャ               | ギリシャ           | リーグ | リーグ | カップ         | カップ         | リーグ杯 | リーグ杯 | ヨーロッパ | ヨーロッパ | 通算 | 通算 |
| 2009-10      | オリンピアコス         | スーパーリーグ     | 25     | 2      | 4              | 1              | —        | —        | 12         | 0          | 41   | 3    |
| 2010-11      | オリンピアコス         | スーパーリーグ     | 23     | 3      | 0              | 0              | —        | —        | 3          | 0          | 26   | 3    |
| 2010-12      | オリンピアコス         | スーパーリーグ     | 23     | 2      | 4              | 1              | —        | —        | 9          | 0          | 36   | 3    |
| スペイン     | スペイン               | スペイン           | リーグ | リーグ | 国王杯         | 国王杯         | リーグ杯 | リーグ杯 | ヨーロッパ | ヨーロッパ | 通算 | 通算 |
| 2012-13      | ビジャレアル           | セグンダ           | 0      | 0      | 0              | 0              | —        | —        | —          | —          | 0    | 0    |
| 通算         | スウェーデン           | スウェーデン       | 64     | 0      | 0              | 0              | 0        | 0        | 0          | 0          | 64   | 0    |
| 通算         | スペイン               | スペイン           | 98     | 0      | 0              | 0              | 0        | 0        | 0          | 0          | 98   | 0    |
| 通算         | イングランド           | イングランド       | 232    | 8      | 9              | 0              | 15       | 0        | 4          | 0          | 260  | 8    |
| 通算         | イタリア               | イタリア           | 27     | 2      | 4              | 0              | 0        | 0        | 7          | 0          | 38   | 2    |
| 通算         | ギリシャ               | ギリシャ           | 71     | 7      | 8              | 2              | 0        | 0        | 24         | 0          | 103  | 9    |
| 総通算       | 総通算                 | 総通算             | 492    | 17     | 21             | 2              | 15       | 0        | 35         | 0          | 563  | 19   |

## 代表歴

### 出場大会
- スウェーデン代表
  - 2002 FIFAワールドカップ
  - 2006 FIFAワールドカップ

### 試合数
- 国際Aマッチ 117試合 8得点（2000年-2012年）[24]

| スウェーデン代表 | 国際Aマッチ | 国際Aマッチ |
| 年               | 出場        | 得点        |
| ---------------- | ----------- | ----------- |
| 2000             | 10          | 0           |
| 2001             | 9           | 0           |
| 2002             | 11          | 0           |
| 2003             | 10          | 1           |
| 2004             | 13          | 0           |
| 2005             | 8           | 1           |
| 2006             | 9           | 0           |
| 2007             | 9           | 2           |
| 2008             | 9           | 0           |
| 2009             | 11          | 3           |
| 2010             | 5           | 0           |
| 2011             | 7           | 0           |
| 2012             | 6           | 1           |
| 通算             | 117         | 8           |

### 得点
スコア欄はスウェーデンの得点を左側に記している
| #  | 日付           | 場所       | 相手           | スコア | 結果 | 大会                                    |
| -- | -------------- | ---------- | -------------- | ------ | ---- | --------------------------------------- |
| 1. | 2003年9月10日  | ホジュフ   | ポーランド     | 2-0    | 2-0  | EURO2004予選                            |
| 2. | 2005年9月3日   | ソルナ     | ブルガリア     | 2-0    | 3-0  | 2006 FIFAワールドカップ・ヨーロッパ予選 |
| 3. | 2007年6月6日   | ソルナ     | アイスランド   | 3-0    | 5-0  | EURO2008予選                            |
| 4. | 2007年10月17日 | ソルナ     | 北アイルランド | 1-0    | 1-1  | EURO2008予選                            |
| 5. | 2009年9月5日   | ブダペスト | ハンガリー     | 1-0    | 2-1  | 2010 FIFAワールドカップ・ヨーロッパ予選 |
| 6. | 2009年10月14日 | ソルナ     | アルバニア     | 1-0    | 4-1  | 2010 FIFAワールドカップ・ヨーロッパ予選 |
| 7. | 2009年10月14日 | ソルナ     | アルバニア     | 3-0    | 4-1  | 2010 FIFAワールドカップ・ヨーロッパ予選 |
| 8. | 2012年6月15日  | キエフ     | イングランド   | 2-1    | 2-3  | EURO2012グループリーグ                  |

## タイトル

### クラブ
AIK
- アルスヴェンスカン : 1998

アストン・ヴィラ
- UEFAインタートトカップ : 2001

オリンピアコス
- ギリシャ・スーパーリーグ : 2010-11, 2011-12
- キペロ・エラーダス : 2012

### 個人
- グルドボレン : 2003
- UEFA欧州選手権 オールスターチーム : 2004

### 監督
ブロマポイカルナ
- スーペルエッタン : 1回 (2017)
- ディビジョン1ノーラ : 1回 (2016)